# Bitwa morska pod Paros
Bitwa morska pod Paros – starcie zbrojne, które miało miejsce 10 lipca 1651 podczas wojny wenecko-tureckiej (1645–1669), zwanej wojną kandyjską.
Do pierwszych niewielkich starć między flotami wenecką i turecką dochodziło już 8 lipca na południe od wyspy Naksos. 
Flota wenecka dowodzona przez Alvise Mocenigo w końcu czerwca 1651 płynęła od wyspy Cerigo w kierunku wyspy Eubei. Składała się z 28 żaglowców (pod wodzą Barbarigo, a pomagali mu Dolfin i Battaglia), sześciu galeas (pod wodzą Francesco Morosiniego) i z 24 galer (dowodzonych przez samego Mocenigo z pomocą Molina).
Dnia 2 lipca wódz floty weneckiej dowiedział się o flocie tureckiej (55 żaglowców, 6 galeas, 53 galery), że ta wypłynęła 29 czerwca z wyspy Chios i skierowała się w kierunku wyspy Patmos. Flota wenecka ruszyła na południe od archipelagu Santoryn mając nadzieję dopaść Turków, zanim ci dotrą do Krety. Wenecjanie 5 lipca dotarli na miejsce, a 7 lipca pojawiła się turecka flota, płynąca na południe od grupy wysp Santoryn, jednak natychmiast zwróciła na północ, gdy spostrzegła weneckich maruderów. Mocenigo postanowił to wykorzystać i sformował linię złożoną z 19 okrętów, którą oddał pod dowództwo Battaglii. Wenecki atak powstrzymały zapadające ciemności.
Dnia 8 lipca Wenecjanie byli trochę rozproszeni, z pięcioma żaglowcami pod Battaglią będącymi blisko Turków. Początkowo pozbawiony był wsparcia, ale wkrótce Barbarigo z sześcioma żaglowcami zaatakował tureckie okręty wiosłowe. Turcy wycofali się na północ, ciągnąc niektóre z żaglowców i kierując się na przesmyk pomiędzy wyspami Naksos i Paros.
Dnia 9 lipca Wenecjanie jeszcze bardziej się rozproszyli, mając tylko jednego żaglowca przy galerach i Mocenigo musiał teraz włożyć wysiłek, by skoncentrować swe siły. Turcy byli na północy zmierzając nieustannie do wysp Naksos i Paros.
Dnia 10 lipca dwa galeasy dowodzone przez Tomaso i Lazaro Mocenigo, złamały szyk i zaatakowały część tureckich galer wciąż stojących koło wyspy Paros. Wpadli na samego Kapudana Paszę (odpowiednik admirała) z sześcioma galeasami, kilkunastoma żaglowcami i kilkoma galerami. W walce zginął Tomaso. Z weneckimi galerami przybył wkrótce na pomoc Francesco Morosini, a gdy później dołączyły weneckie centrum i prawe skrzydło, tureckie galery rzuciły się do ucieczki, zostawiając swoje żaglowce bez wsparcia. Te próbowały ucieczki na północ i na wschód od wyspy Naksos, lecz zostały przechwycone przez weneckie okręty wiosłowe. W wywiązanej walce część została zdobyta, część spalona a niektóre osiadły na mieliźnie. Wenecjanie zdobyli 10 lub 11 tureckich żaglowców i 1 galeasę, a 5 żaglowców spalili. Wzięto 965 tureckich jeńców. Po bitwie Mocenigo popłynął do Kandii na Krecie, podczas gdy Turcy odpłynęli w kierunku wyspy Rodos.